# Валентинов, Валентин Петрович
Валентин Петрович Валентинов (настоящая фамилия — Соболевский) (1871—1929) — русский советский либреттист

, поэт и переводчик, куплетист, актёр, композитор, режиссёр, антрепренёр, предприниматель.

## Биография
Дебютировал как артист эстрады, куплетист. Выступал с куплетами собственного сочинения в 1890-е гг. в летних садах и кафешантанах (Театр Омона, «Олимпия» и других). Куплеты соединял с трансформацией; в номере «Скандал в ресторане» исполнял две женские и три мужских роли. Позднее исполнял сатирические куплеты, порой достаточно острые. Однажды в одном из кафешантанов у Шарля Омона он впервые представил публике созданный им самим так называемый «рваный жанр», выйдя на эстраду и исполнив свои куплеты в порядком изорваном костюме босяка. Артист Михаил Ростовцев в своих мемуарах писал:
Мысль о создании «рваного жанра» и самый успех этого жанра стоит в несомненной связи с тем широким общественно-политическим резонансом, который сопровождал ранние литературные произведения Горького и в частности впервые выведенных им людей «дна»… Костюм обязывает, он дает настроение и тон. «Фрачник» связан холодной корректностью своего одеяния, а босяку в лохмотьях — все нипочем — в его положении бояться нечего, он режет правду напрямик. Расчет оказался верен: простой зритель, обиженный судьбой, видя на эстраде понятный ему образ, жадно ловил каждое слово, каждую крупицу сарказма и насмешки над сытыми богачами… А разжиревшая категория публики, пресыщенная трафаретными фраками, находила это оформление пикантным и острым.
Позднее, артист оперетты (в разных амплуа) и режиссёр.
К середине 1890-х годов прекратил актёрскую деятельность и приобрёл известность как автор сатирических обозрений («И тут и там», «Тайны нашего города», 1907/08). Стал работать в жанре оперетты в качестве антрепренёра, режиссера, композитора, переводчика и либреттиста, создал авторский жанр так называемых «опереточных мозаик» (оперетт, построенных на музыке из различных современных опер, оперетт, песен). Среди наиболее популярных «Ночь любви», поставленная театрами «Буфф» Москвы и Петербурга в 1907 (шла по всей стране, постоянно возобновлялась вплоть до 1917 г.), а также «В волнах страстей», «Тайны гарема», «Лисистрата», «Жрицы огня», «Монна Ванна», «Московские трущобы» и другие.
В 1922 году Валентинов стал главным режиссером петроградского «Палас-театра», где были впервые поставлены многие из его оперетт. Умение ответить на запросы публики принесло успех эстрадным обозрениям и «мозаикам», построенным на популярных ариях, дуэтах, ансамблях из опер и оперетт, а также романсах, песнях. В память о творчестве Валентинова в 2022 году Санкт-Петербургский театр музыкальной комедии поставил спектакль «Сегодня, сто лет назад» («Музыкальная фантазия в одном действии по мотивам оперетт-мозаик Валентина Валентинова»):
Центральная фигура, феерической деятельности которой посвящена новая комедия, – Валентин Валентинов (наст. фамилия – Соболевский) – самый популярный в первых десятилетиях прошлого века российский эстрадный исполнитель, композитор, режиссер, либреттист и антрепренёр, произведения которого шли на сцене «Паласа» с 1912 года.
Творчество Валентинова как композитора и либреттиста — пример безответственного потакания запросам публики, что никак нельзя назвать «искусством» и поиском нового на путях развития жанра оперетты. Похоронен в Ленинграде на Литераторских мостках.